# Chang Chen
Chang Chen, chiń. 張震 (ur. 14 października 1976 w Tajpej) – tajwański aktor filmowy. Jedna z największych gwiazd kina azjatyckiego przełomu XX i XXI wieku.

## Życiorys
Urodził się w Tajpej jako syn aktora Chang Kuo-chu. Zadebiutował na dużym ekranie w wieku czternastu lat główną rolą w czterogodzinnym dramacie Chłopiec z ulicy Guling (1991) Edwarda Yanga. Film uznany został za arcydzieło tajwańskiej nowej fali, a kreacja Changa przyniosła mu międzynarodową rozpoznawalność.
Od lat 90. występował w filmach największych twórców kina azjatyckiego: Wonga Kar-waia (Happy Together, 1997, 2046, 2004), Anga Lee (Przyczajony tygrys, ukryty smok, 2000), Hou Hsiao-hsiena (Trzy miłości, 2005, Zabójczyni, 2015), Kim Ki-duka (Oddech, 2007) czy Johna Woo (Trzy królestwa, 2008). Chang zagrał również drugoplanową rolę w Diunie (2021) Denisa Villeneuve'a.
Zasiadał w jury konkursu głównego na 71. MFF w Cannes (2018).